# Gare de Tennōzu Isle
La gare de Tennōzu Isle (天王洲アイル駅, Tennōzu Airu-eki) est une gare ferroviaire de l'arrondissement de Shinagawa, à Tokyo au Japon. La gare est gérée par la compagnie Tokyo Waterfront Area Rapid Transit (TWR) et le Monorail de Tokyo.

## Situation ferroviaire
La gare de Tennōzu Isle est située au point kilométrique (PK) 7,8 de la ligne Rinkai et au PK 4,0 du monorail de Tokyo.

## Histoire
La gare est inaugurée le 19 juin 1992 comme nouvel arrêt sur le monorail de Tokyo. La gare de la ligne Rinkai ouvre le 31 mars 2001.

## Service des voyageurs

### Accueil
La gare du monorail est surélevée, et celle de la ligne Rinkai est située en souterrain.

### Desserte
- Ligne Rinkai :
  - voie 1 : direction Ōsaki (interconnexion avec la ligne Saikyō pour Shinjuku et Ōmiya)
  - voie 2 : direction Shin-Kiba
- Monorail de Tokyo :
  - direction Aéroport de Haneda - terminal 2
  - direction Hamamatsuchō